# Pseudoscopas paranaensis
Pseudoscopas paranaensis is een rechtvleugelig insect uit de familie veldsprinkhanen (Acrididae). De wetenschappelijke naam van deze soort is voor het eerst geldig gepubliceerd in 1987 door Ronderos. De soort komt voor op de Braziliaanse deelstaat Rio Grande do Sul.